# Палеогеоморфологія
Палеогеоморфологія (англ. palaeogeomorphology, нім. Paläogeomorphologie f) — галузь палеогеографії, що вивчає рельєф минулих геологічних епох, генезис, вік, історію й закономірності його розвитку.
Розрізняють палеогеоморфологію:
- загальну,
- регіональну,
- прикладну.

Палеогеоморфологія формувалась із середини XX століття. В УРСР палеогеоморфологію детально досліджував доктор географічних наук Василь Галицький.
Відновлення палеорельєфу здійснюється шляхом вивчення рельєфу контактних поверхонь розмиву всередині осадових утворень, а також за допомогою корелятивних відкладів.